# 斯希河
斯希河（荷蘭語：Schie，發音：[sxi]）是荷兰鹿特丹上斯希区附近四条水道的统称，分别是代尔夫斯哈芬斯希河、代尔夫特斯希河、鹿特丹斯希河和斯希丹斯希河。这四条水道因中世纪代尔夫特、鹿特丹和斯希丹三座城市争夺通行费权而产生。